# 大手町フィナンシャルセンター
大手町フィナンシャルセンター（おおてまちフィナンシャルセンター）は、かつて東京都千代田区大手町に所在した超高層ビルである。

## 来歴
安田火災海上ビルの跡地に安田火災海上保険（現・損害保険ジャパン）と富士銀行（現・みずほ銀行）の共同開発により1992年に竣工した。
2004年2月、東京建物系の特別目的会社「有限会社東京プライムステージ」が、東側に隣接するみずほ銀行大手町本部ビルと併せて1450億円で買収した。
両ビルの跡地は一体的に再開発され、2014年（平成26年）4月30日に大手町タワーが完成した。
大手町フィナンシャルセンターのあった部分は丸の内仲通りに連続し、「大手町の森」と呼ばれる広場が整備されており、ヒートアイランド現象の緩和を目的とした約3,600m2の緑地とされることになった。
この緑地には、約2mの厚さで千葉県で育成された森が土壌ごと移植され、コナラやケヤキなど広葉樹を含めて大小さまざまな樹木だけでなくその下に草本類が植えて生物多様性を配慮している。

## 解体
同ビルとみずほ銀行大手町本部ビル敷地の再開発を行うべく、2011年2月より解体工事が始められた。解体事業は大成建設が施工し、「テコレップシステム」が採用された。これは、建物上部を仮設建屋で覆い、上部から順に解体していくもので、粉塵や騒音を抑える効果がある。生じた廃材は床面に設けた開口部からクレーンで最下部まで降ろすが、このクレーンには回生ブレーキが搭載され、工事用電力の一部を賄う。国内で100m以上の超高層ビルが解体された例としてはソフィテル東京に次いで2例目となっている。